# 奈费利德农村居民点
奈费利德农村居民点（俄语：Найфельдское сельское поселение）是俄罗斯联邦犹太自治州比罗比詹区所属的一个农村居民点。其下辖有3个居民点，行政中心为奈费利德。据2016年统计，该农村居民点的人口为1299人。